# Czynnik indukowany hipoksją 2
Czynnik indukowany hipoksją 2 (HIF-2, z ang. hipoxia inducible factor 2) – jeden z kilku czynników transkrypcyjnych indukowanych hipoksją (niedotlenieniem). HIF-2 składa się z dwóch różnych podjednostek białkowych (HIF-2α i HIF-2β) tworzących funkcjonalny heterodimer. Ten kompleks białkowy charakteryzuje się dużą konserwatywnością (zachowaniem struktury i funkcji) wśród różnych organizmów aerobowych. Wraz z czynnikiem HIF-1 odgrywa ważną rolę w utrzymaniu homeostazy tlenowej w komórkach. Obie podjednostki białkowe cechuje strukturalne podobieństwo.

## Odmiany HIF-2
HIF-2α
HIF-2α znany jest również jako śródbłonkowe białko 1 zawierające domenę PAS (EPAS1, z ang. endothelial PAS domain-containing protein 1). Białko to u człowieka kodowane jest przez gen EPAS1 zlokalizowany między 16 a 21 prążkiem krótkiego ramienia chromosomu 2. Zbudowane jest ono z 870 reszt aminokwasowych o łącznej masie 96,459 kDa. Charakterystyczną cechą jest występowanie N-końcowej domeny helisa-pętla-helisa wiążącej określone, docelowe sekwencje DNA będące pod kontrolą tego czynnika transkrypcyjnego. Ta domena odróżnia HIF-2 od HIF-1, w którym analogiczny motyw rozpoznaje odmienne sekwencje DNA, w efekcie geny podlegające regulacji przez te czynniki mogą być różne. Środkowy region tego białka zawiera domenę PAS (od nazwy białek w których występuje: Per, ARNT, Sim) odpowiedzialną za heterodimeryzację HIF-2α z HIF-2β. C-końcowa domena TAD (ang. transactivation domain) białka HIF-2α jest homologiczna z HIF-2β i odpowiada za wiązanie tych samych sekwencji DNA.
HIF-2β
Podjednostka HIF-2β to inaczej białko translokacyjne wiążące jądrowy receptor dla węglowodorów aromatycznych typu 2 (ARNT2, z ang. aryl hydrocarbon receptor nuclear translocator 2). Jest to białko kodowane u człowieka przez gen ARNT2 zlokalizowany na 24 prążku długiego ramienia chromosomu 15. Zbudowane jest z 717 reszt aminokwasowych o łącznej masie 78,691 kDa. Białko to zawiera podobne motywy białkowe jak EPAS1 (patrz wyżej). Specyficznie rozpoznaje ono sekwencje DNA odpowiadające na obecność ksenobiotyków (ang, XRE, Xenobiotic Response Element).

## Rola HIF-2
Najważniejszą rolą HIF-2 jest utrzymanie homeostazy tlenowej w komórkach aerobów. Działanie HIF-2 może być odmienne od HIF-1. Doświadczenie przeprowadzone na myszach z brakiem genów kodujących HIF-2α lub HIF-2β pokazało, iż usunięcie tych genów jest letalne. Patomorfologiczny obraz tych zaburzeń był odmienny. Myszy z brakiem HIF-2α wykazywały ciężkie defekty naczyń krwionośnych oraz śmiertelność w okresie prenatalnym, natomiast myszy o genotypie HIF-2β-/- cechowała bradykardia, nieprawidłowy rozwój płuc i naczyń krwionośnych, niektóre osobniki z tą delecją były jednak zdolne przetrwać do czasu porodu. Jest to wynikiem wspomnianych już rozbieżności w oddziaływaniu HIF-2α i HIF-2β z różnymi obszarami genomu. Przykładowo HIF-2 w stanach hipoksji zwiększa poziom ekspresji IL-8, podczas gdy HIF-1 w tych warunkach go obniża. 
HIF-2 reguluje ekspresję genów istotnych dla m.in. wzrostu guzów, postępu cyklu komórkowego (cyklina D1), utrzymywania plejotropowego charakteru komórek macierzystych (geny cMyc, OCT-3/4). Wpływa on również na regulację rozwoju serca w okresie embrionalnym. Jego ekspresję wykazano również w śródbłonku tworzącym naczynia pępowiny. Spełnia istotną rolę w utrzymaniu homeostazy katecholamin (adrenaliny i noradrenaliny) podczas rozwoju serca u płodu. Ważną rolą HIF-2 jest regulacja angiogenezy. Ten ostatni proces jest skomplikowany i angażuje udział innych białek podlegających regulacji HIF-2, takich jak: VEGF, IL-8, PIGF.

## Mechanizmy działania

### Mechanizm 1 – poprzez PHD
Podjednostka HIF-α jest w normalnych warunkach bardzo niestabilna (jej czas życia jest krótszy niż 5 minut), prowadzi to do szybkiej degradacji tego białka. Podjednostka beta jest natomiast względnie stabilna i, w normalnych warunkach, utrzymywany jest jej stały poziom. Regulacja HIF polega na stabilizacji podjednostki alfa. W obrębie N-końcowej domeny HIF-2α znajdują się reszty proliny (Pro405 oraz Pro531), które podlegają hydroksylacji przez hydroksylazy prolinowe (ang. PHDs, prolyl hydroxylases). HIF-2α po hydroksylacji reszt prolinowych jest rekrutowany przez grupę białek (np. pVHL, elongin B, Cul2, RBX-1 etc.) do degradacji w proteasomach. Pełna aktywność hydroksylazy prolinowej wymaga obecności tlenu, 2-oksoglutaranu (substrat w cyklu Krebsa), oraz takich kofaktorów jak żelazo i askorbinian. 
W warunkach hipoksji dochodzi do znacznego zubożenia w tlen w komórce. Prowadzi to do zniesienia aktywności PHD (enzym ten do swojej pełnej aktywności wymaga obecności tlenu oraz α-ketoglutaranu), a w efekcie do braku hydroksylacji prolin podjednostki alfa. Zatem w warunkach bardzo niskiej zawartości tlenu w komórce, białko HIF-2α staje się dużo stabilniejsze, co umożliwia asocjację z HIF-2β. Po utworzeniu heterodimeru dochodzi do jego translokacji do jądra (sygnały do translokacji do jądra obecne są w strukturze N- i C-końca podjednostki alfa). Kompleks HIF-2 oddziałuje następnie z sekwencjami HRE (hypoxia responsive elements) obecnymi w promotorach lub enhancerach genów regulując ich ekspresję.

### Mechanizm 2 – poprzez FIH-1
Inny mechanizm regulacji HIF-2 opiera się na hydroksylacji C-końcowej reszty asparaginy (N-851 dla HIF-2α) poprzez odpowiednia hydroksylazę FIH-1 (factor inhibiting HIF). FIH-1 podobnie jak PHD jest wrażliwa na niedobór tlenu (FIH-1 podobnie do PHD należy do hydroksylaz zależnych od α-ketoglutaranu). Hydroksylacja tej reszty asparaginy uniemożliwia oddziaływanie domeny C-TAD (ale nie N-TAD) z koaktywatorem – białkiem p300/CBP. W efekcie uniemożliwia to oddziaływanie C-TAD z DNA i regulacje genów przez nią kontrolowanych. Warto wspomnieć, iż HIF-2α jest znacznie mniej wrażliwy na hydroksylację asparaginy, niż HIF-1α.